# Пересудовичи
Пересудовичи (бел. Перасудавічы) — деревня в Берёзовском районе Брестской области Беларуси. Входит в состав Стригинского сельсовета.

## География
Деревня находится в центральной части Брестской области, к востоку от реки Ясельды, к западу от озера Белого, на расстоянии приблизительно 12 километров (по прямой) к юго-востоку от города Берёза, административного центра района. Абсолютная высота — 145 метров над уровнем моря. Площадь населённого пункта — 1,582 км².

## История
По состоянию на 1905 год, в Пересудовичах проживал 351 человек. В административном отношении деревня входила в состав Песковской волости Слонимского уезда Гродненской губернии.
Согласно Рижскому мирному договору (1921), деревня вошла в состав межвоенной Польши. Входила в состав гмины Пески Косовского повета Полесского воеводства Польши. В 1921 году числилось 376 жителей, проживавших в 70 домах. В этническом составе населения того периода белорусы составляли 97 %, поляки — 3 %.
С 1939 года в БССР, с 1940 года деревня в составе Высоковского сельсовета. В период с 1954 по 1977 годы являлась центром Пересудовичского сельсовета.

## Население
По данным переписи 2019 года, в деревне проживало 86 человек.
| Год  | Население, человек |
| ---- | ------------------ |
| 1905 | 351                |
| 1921 | ↗ 376              |
| 2009 | ↘ 127              |
| 2019 | ↘ 86               |